# علم الترادف
علم الترادف هو شق من علم الترادف والتضاد يبحث في أحوال ترادف الألفاظ الاشتراك المعنوي بينها.

## وصلات خارجية
- Essam Safty. La psyché humaine: conceptions populaires, religieuses et philosophiques en Grèce, des origines à l'ancien stoïcisme، صفحة. 179&dq=synonymique, في كتب جوجل